# Neujahrskonzert der Wiener Philharmoniker 2005

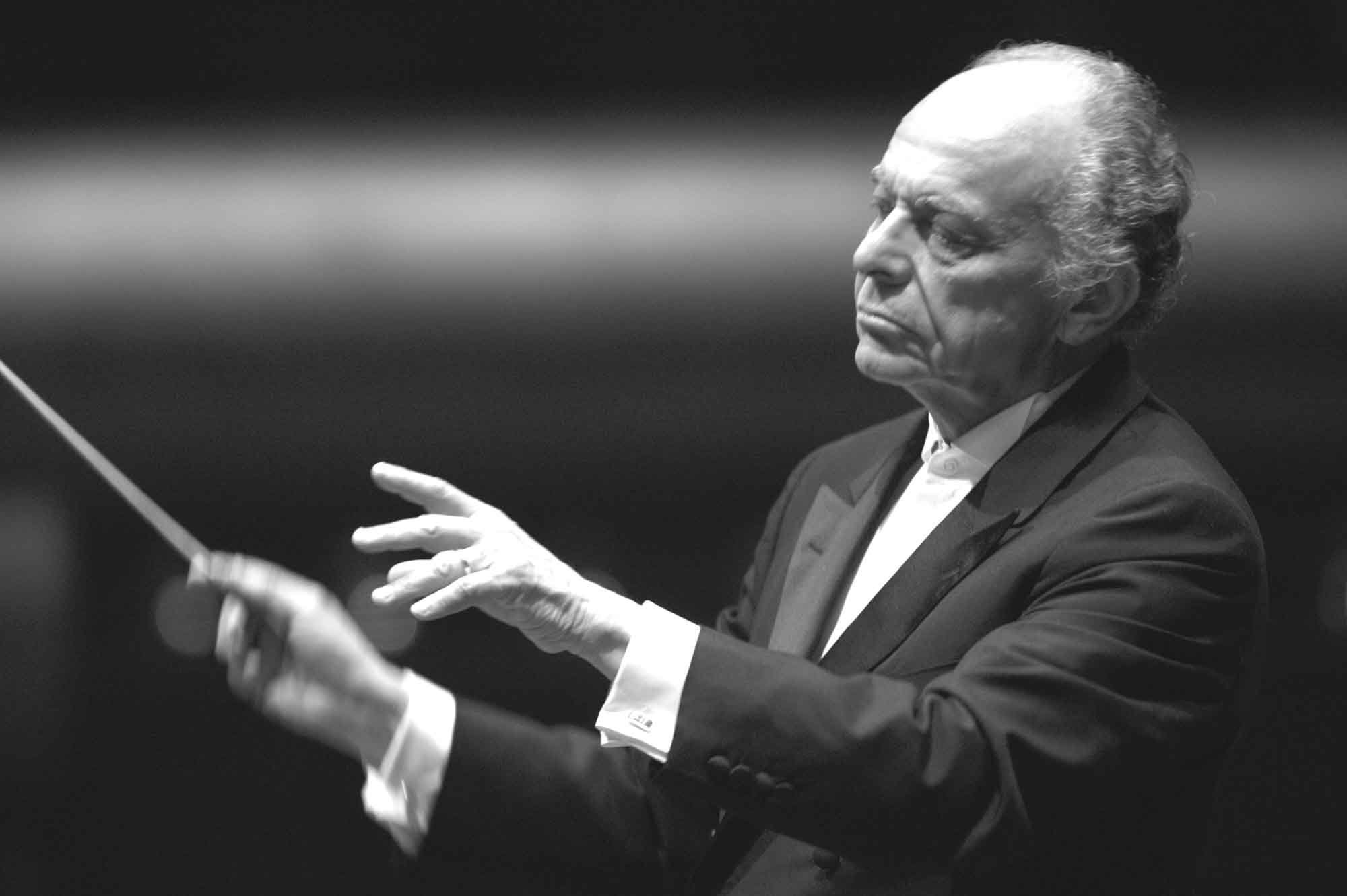
Lorin Maazel (2003)

Das Neujahrskonzert der Wiener Philharmoniker 2005 war das 65. Neujahrskonzert der Wiener Philharmoniker und fand am 1. Jänner 2005 im Wiener Musikverein statt. Dirigent war Lorin Maazel,  der damit das Neujahrskonzert zum elften – und gleichzeitig letzten – Mal leitete.

## Besonderheiten
In diesem Jahr standen sechs Kompositionen auf dem Programm, die nie zuvor im Neujahrskonzert gespielt wurden. Eine Reihe von Zeitbezügen und Jubiläen waren mit dem Konzert verbunden: Das war zum einen der 150. Geburtstag von Joseph Hellmesberger junior, auf das Einstein-Jahr 2005 wurde mit der Polka schnell Electrisch angespielt, und letztlich war es der 75. Geburtstag des Dirigenten Lorin Maazel. Dieser griff traditionell zweimal selbst zur Solovioline, zum einen in der Pizzicato-Polka und zum anderen im Walzer Geschichten aus dem Wienerwald.
Das Tsunami-Unglück in Asien und anderen Teilen der Welt zu Weihnachten 2004 hatte allerdings auch mittelbare Folgen: Der Orchester-Vorstand Clemens Hellsberg übergab in seiner kurzen Ansprache im 2. Teil des Neujahrskonzertes (nach der Ouvertüre zu Die schöne Galathée) einerseits eine Geldspende in Höhe von 115.000 Euro für die Katastrophenopfer stellvertretend an den Generalsekretär der WHO, Jong-wook Lee. Gleichzeitig teilte er den Entschluss der Philharmoniker mit, in Anbetracht der Katastrophe auf die obligate Schlussnummer, den Radetzky-Marsch, zu verzichten.
Der Blumenschmuck für das Neujahrskonzert war auch 2005, wie bereits seit 1980, ein Geschenk der italienischen Stadt San Remo.
Während des Walzers Tausendundeine Nacht von Johann Strauss (Sohn) wurden Bilder aus den Swarovski Kristallwelten in Tirol eingespielt, während der Polka française Auf Wiener Art von Joseph Hellmesberger jun. stand der Wiener „ausgezogene“ Apfelstrudel im Mittelpunkt (einschließlich der Beginn mit der Apfelernte und abschließend dessen Servieren in einem traditionellen Wiener Kaffeehaus). Neben den Balletteinlagen wurden im Walzer Geschichten aus dem Wienerwald Bilder aus der Region um Wien mit eingeblendet.

## Ballett
Für die Balletteinlagen konnten Renato Zanella (Ballettdirektor der Wiener Staatsoper) und Vladimir Malakhov (Intendant des Staatsballetts Berlin) als Choreografen gewonnen werden. Die Kostüme der Tänzerinnen und Tänzer stammten von Christof Cremer.
In der Polka Mazur Fata Morgana von Johann Strauss (Sohn) war das Palais Todesco Auftrittsort für fünf Solisten des Wiener Staatsopernballetts, darunter die Erste Solotänzerin Margaret Illmann. Vladimir Malakhov ist nicht nur der Choreograf der Polka Mazur Ein Herz, ein Sinn, ebenfalls von Strauss (Sohn), sondern trat auch als Solist auf, an seiner Seite seine zwanzigjährige Partnerin Polina Semionova, getanzt wurde im Palais Coburg, zu dem Strauss (Sohn) ebenfalls eine enge Verbindung hatte: Er widmete Werke der Coburger Regentenfamilie, in ihm fanden einige denkwürdige Uraufführungen von Strauss-Kompositionen statt und er nahm 1887 die Staatsbürgerschaft des Herzogtums Sachsen-Coburg-Gotha an, wurde damit gleichzeitig deutscher Staatsbürger. 
Die Bildregie des Live-Balletts zum Donauwalzer übernahm Claus Viller, Schauplatz war das Schloss Belvedere, in dem vor 50 Jahren (1955) der Österreichische Staatsvertrag unterzeichnet wurde. Ihn tanzten Solisten und das Corps de Ballet der Wiener Staatsoper, Gastsolist war Giuseppe Picone vom Balletto di Teatro San Carlo in Neapel.

## Pausenfilm
In der Pause wurde der Film Klang der Bilder von Felix Breisach über das an Musikgeschichte reiche Musikvereinsgebäude gezeigt: Der österreichische Pantomime Walter Samuel Bartussek und das Wiener Ensemble Philharmonia Schrammeln (ein Teil der Musiker der Wiener Philharmoniker) bewegten sich vom Keller mit den vier 2004 neu eröffneten unterirdischen Sälen ausgehend durch die einzelnen Säle und die Instrumentenwerkstätten bis unters Dach mit dem Archiv. Ausgehend vom Wiener Musikverein wurden die Zuseher schließlich in prachtvolle Gartenlandschaften Österreichs geleitet.

## Fernsehübertragung
Das „Neujahrskonzert der Wiener Philharmoniker 2005“ war eine Koproduktion von ORF, ZDF und NHK und wurde am Samstag, dem 1. Jänner, ab 11.15 Uhr live (Ausnahmen siehe Einspielungen) in Dolby Digital 5.1 und im Format 16:9 ausgestrahlt, zum 47. Mal im ORF. In mehr als 40 Länder wurde es übertragen: „Die weißen Flecken auf der Neujahrskonzert-Landkarte werden immer weniger. Es wäre schön, wenn es sie zur 50. Übertragung überhaupt nicht mehr gäbe“, meinte dazu ORF-Programmdirektor Reinhard Scolik. Ernst Grissemann führte durch das Konzert, die Bildregie führte wie im Vorjahr Brian Large.

## Aufnahmen
Die Aufnahme des Konzertes zählte in Österreich zu den meistverkauften Alben des Jahres 2005. Die Deutsche Grammophon veröffentlichte das Konzert auf CD am 7. Jänner 2005 und auf DVD am 17. Jänner 2005.

## Programm

### 1. Teil
- Johann Strauss (Sohn): Indigo-Marsch, op. 349*
- Johann Strauss (Sohn): Haute-volée-Polka, op. 155*
- Josef Strauss: Lustschwärmer, Walzer, op. 91*
- Josef Strauss: Winterlust, Polka schnell, op. 121*
- Josef Strauss: Die Emancipirte, Polka mazur, op. 282
- Johann Strauss (Sohn): Tausend und eine Nacht, Walzer, op. 346
- Johann Strauss (Sohn): Die Bajadere, Polka schnell, op. 351

### 2. Teil
- Franz von Suppè: Ouvertüre zu Die schöne Galathée
- Johann Strauss (Sohn): Klipp-Klapp, Galopp, op. 466
- Johann Strauss (Sohn): Nordseebilder, Walzer, op. 390
- Johann Strauss (Sohn): Bauern-Polka, Polka française, op. 276
- Johann Strauss (Sohn): Fata morgana, Polka mazur, op. 330
- Johann Strauss (Sohn): Vergnügungszug, Polka schnell, op. 281
- Joseph Hellmesberger junior: Auf Wiener Art, Polka française, o. op.* **
- Johann Strauss (Sohn): Russische Marsch-Fantasie, op. 353*
- Johann Strauss (Sohn): Ein Herz, ein Sinn, Polka mazur, op. 323
- Johann Strauss (Sohn) und Josef Strauss: Pizzicato-Polka
- Johann Strauss (Sohn): Geschichten aus dem Wienerwald, Walzer, op. 325***
- Eduard Strauß: Electrisch, Polka schnell, o. op.

### Zugaben
- Johann Strauss (Sohn): Auf der Jagd, Polka schnell, op. 373
- Johann Strauss (Sohn): An der schönen blauen Donau, Walzer, op. 314

Werkliste und Reihenfolge sind der Website der Wiener Philharmoniker entnommen.
Mit * gekennzeichnete Werke standen erstmals in einem Programm eines Neujahrskonzertes.
Die mit ** gekennzeichnete Polka schnell wird fälschlich mit dem Titel Aus Wiener Art auf der Website ausgewiesen.
***: Version mit Solovioline statt Zither, Solovioline: Lorin Maazel.